# Sofia Änghede
Sofia Änghede, född 22 oktober 1972, är en svensk fotograf. Ett av hennes kännetecken är fotografi med väldigt långa slutartider, ofta runt 20 minuter. Hon har bland annat ställts ut på Kristianstads konsthall och Göteborgs konstmuseum, samt flera gallerier. 2002 blev hon Kristianstads kommuns kulturstipendiat.